# Holospira goldfussi
Holospira goldfussi är en snäckart som först beskrevs av Menke 1847.  Holospira goldfussi ingår i släktet Holospira och familjen Urocoptidae. Inga underarter finns listade i Catalogue of Life.